# Georges Giralt PhD Award

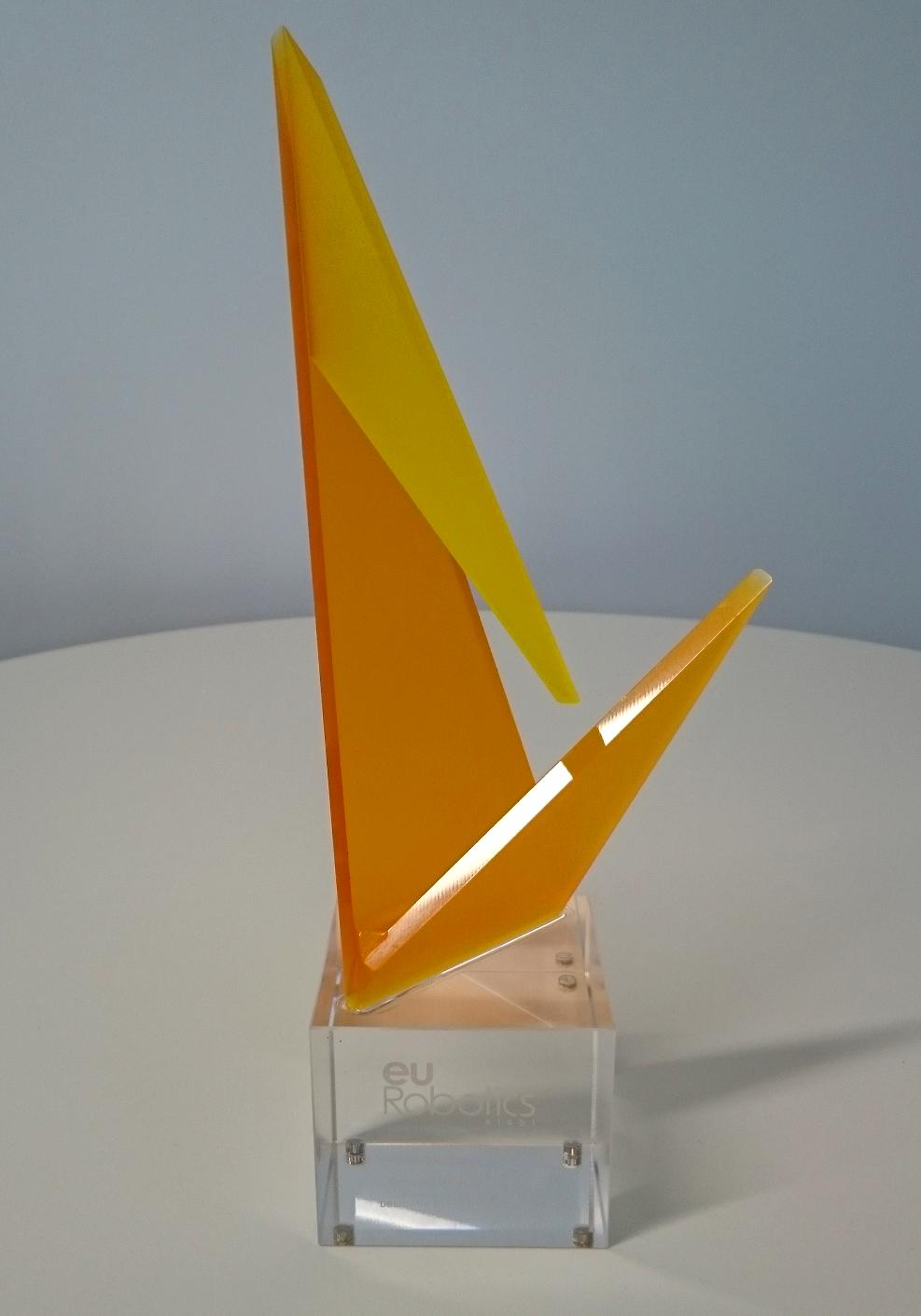
Der Georges Giralt PhD Award stellt einen Teil des SPARC-Logos dar

Der Georges Giralt PhD Award ist ein europäischer Dissertationspreis, der für herausragende Leistungen im Bereich der Robotik vergeben wird. Er wird jährlich auf dem European Robotics Forum durch die in Brüssel ansässige, gemeinnützige Organisation euRobotics AISBL verliehen. Die Dissertation des Preisträgers wird in der Buchreihe Springer Tracts in Advanced Robotics publiziert.
Die verleihende Institution euRobotics repräsentiert mit rund 280 Mitgliedsorganisationen sowohl den akademischen als auch den industriellen Bereich der europäischen Robotik. Darüber hinaus fungiert euRobotics als offizielle Schnittstelle zwischen der Europäischen Kommission und der akademischen und industriellen Robotik Europas. In der weltweit aktiven IEEE Robotics and Automation Society gilt der Namensgeber des Preises, Georges Giralt, als einer der Pioniere der modernen Robotik, weshalb die Auszeichnung nach ihm benannt wurde. Sie entstand ursprünglich im Rahmen des European Robotics Research Network (EURON) und wurde dann später durch euRobotics übernommen. Der Preis wird in der Berichterstattung von verschiedenen Medien aufgegriffen.
Teilnahmeberechtigt für den Georges Giralt PhD Award sind uneingeschränkt alle Promovierten, deren Dissertation aus dem Bereich der Robotik im Ausschreibungsjahr erfolgreich an einer europäischen Universität verteidigt wurde.

## Preisträger
- 2002: Gianluca Antonelli (Universität Cassino), Jens-Steffen Gutmann (Albert-Ludwigs-Universität Freiburg)
- 2003: Ralf Koeppe (DLR, Institut für Robotik und Mechatronik / KUKA / ETH Zürich)
- 2004: Gilles Duchemin (Universität Montpellier)
- 2005: Juan Andrade Cetto (CSIC / UPC)
- 2006: Martijn Wisse (TU Delft)
- 2007: Pierre Lamon (EPFL)
- 2008: Cyrill Stachniss (Albert-Ludwigs-Universität Freiburg), Eduardo Rocón (Instituto de Automática Industrial, Spanien)
- 2009: Alejandro Dizan Vasquez Govea (Grenoble INP)
- 2010: Ludovic Righetti (EPFL)
- 2011: Mario Prats (Universität Jaume I)
- 2012: Sami Haddadin (DLR, Institut für Robotik und Mechatronik / RWTH Aachen)
- 2013: Jens Kober (TU Darmstadt)
- 2014: Manuel Catalano (Universität Pisa), Fabien Expert (CNRS / Universität Aix-Marseille), Rainer Jaekel (KIT, Institut für Anthropomatik und Robotik)[14]
- 2015: Jörg Stückler (Universität Bonn)[15]
- 2016: Alexander Dietrich (DLR, Institut für Robotik und Mechatronik / TU München), Mark Müller (ETH Zürich)[16]
- 2017: Johannes Englsberger (DLR, Institut für Robotik und Mechatronik / TU München)[17]
- 2018: Daniel Leidner (DLR, Institut für Robotik und Mechatronik / Universität Bremen), Frank Bonnet (EPFL)[18]
- 2019: Teodor Tomic (DLR, Institut für Robotik und Mechatronik / Gottfried Wilhelm Leibniz Universität Hannover), Grazioso Stanislao (Universität Neapel Federico II)[19]
- 2020: Cosimo della Santina (Universität Pisa)[20]
- 2021: Bernd Henze (DLR, Institut für Robotik und Mechatronik / TU München), Giuseppe Averta (Universität Pisa)[21]
- 2022: Michael Lutter (TU Darmstadt), Antonio Loquercio (ETH Zürich)
- 2023: Antonio Andriella (UPS), Ribin Balachandran (DLR, Institut für Robotik und Mechatronik / TU München)
- 2024: Manuel Keppler (DLR, Institut für Robotik und Mechatronik / TU München)
- 2025: Erfan Shahriari (TU München)

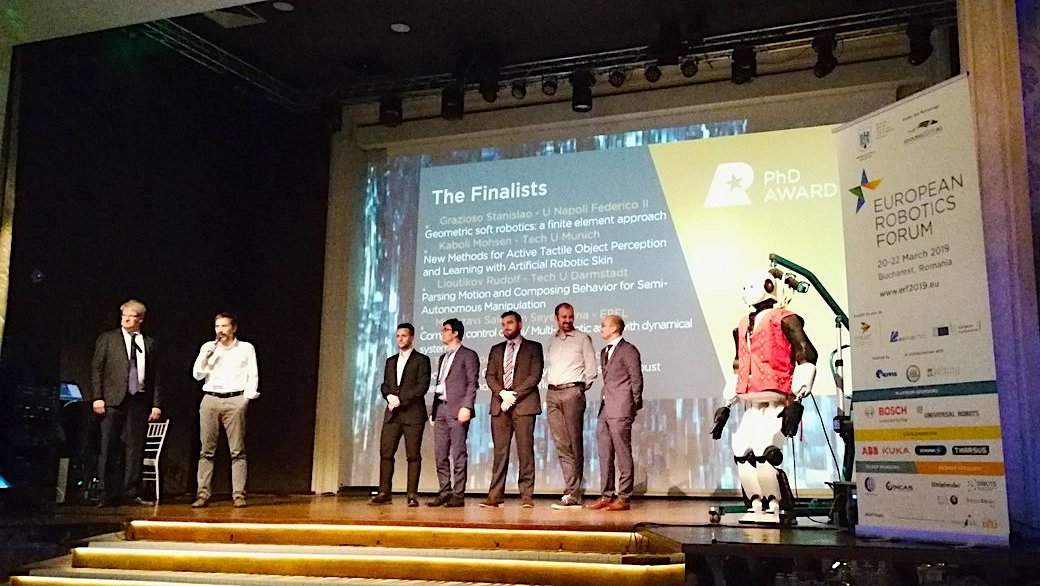
Georges Giralt PhD Award

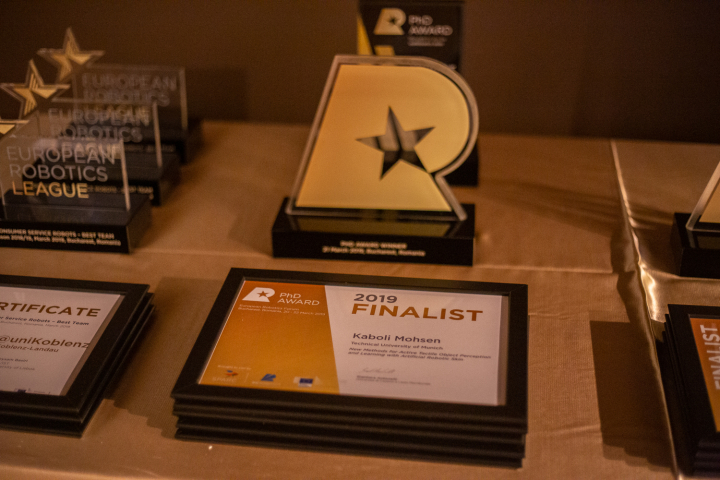
Georges Giralt PhD Award Certificate 2019